# Saint-Lactencin

Saint-Lactencin este o comună în departamentul Indre, Franța. În 1 ianuarie 2022 avea o populație de 410 de locuitori.